# YouVersion
YouVersion is een van de grootste platforms die Bijbelvertalingen online aanbieden. Het platform staat ook onder de naam Bible.com bekend en biedt Bijbelvertalingen in 1847 talen en 2761 vertalingen aan.

## Doel
Het doel van YouVersion was de Bijbel toegankelijker maken. In dat streven hebben zij een record gevestigd van 50 miljoen downloads in 2022. Het vervolgdoel is om voor 2033 elk persoon in hun eigen taal (welke taal dat ook is) een deel van de Bijbel te kunnen aanbieden.

## Geschiedenis
In 2008 lanceerde Bobby Gruenewald (dominee in Oklahoma) het platform. Hij heeft in Oklahoma een kerk, Life.Church. Van deze kerk is het Bijbel-platform YouVersion een service.
YouVersion heeft sinds zijn lancering in 2008 een aantal upgrades ondergaan. Het heeft naast een app voor de besturingssystemen Windows, Android en Apple IOS ook een website waar, naast het lezen van de Bijbel, de volgende opties beschikbaar zijn:
- overleggen (over de Bijbel)
- online Bijbelstudies starten
- verzen markeren
- persoonlijke bladwijzers en gebeden aanmaken

De miljardair David Green, eigenaar van de keten Hobby Stores, sponsort de YouVersion-applicatie voor mobiele telefoons sinds 2012.
In april 2016 kwam er een functie vrij om de app ook op een Apple Watch te bekijken. In maart 2017 werd er een functie toegevoegd die Google Assistant gebruikt voor Google Home-apparaten.
Sinds 2013 wordt YouVersion ervan beschuldigd op een buitensporige manier gebruikersgegevens te verzamelen; in 2019 werden contact- en gps-gegevens van Andriodgebruikers openbaar. Op 2 april 2022 werd het bedrijfsbeleid veranderd.